# ヴィリアミ・タヒトゥア
ヴィリアミ・タヒトゥア（Viliami Tahitu'a、1991年10月2日 - ）は、ジャパンラグビーリーグワン静岡ブルーレヴズに所属するラグビーユニオン選手 兼 指導者。

## 略歴
ニュージーランド生まれ。6歳からラグビーリーグを始め、17歳からはラグビーユニオンを始めた。
ニュージーランドのオークランドにあるエッジウォーター高校卒業後、2013年にニュージーランド州代表選手権（NPC）のノースランドに加入。
2015年7月24日にトンガ代表として、パシフィックネーションズカップのカナダ代表戦でデビューを果たし 、同大会の日本代表戦にも出場した。同年10月9日、ラグビーワールドカップ2015のニュージーランド代表戦に出場した。
2016年、ヤマハ発動機ジュビロ（現・静岡ブルーレヴズ）に加入。同年9月2日に行われたジャパンラグビートップリーグ第2節のキヤノンイーグルス戦にて先発出場で日本での公式戦初出場を果たす。
2017年、トンガ代表としてウェールズ代表戦に出場し、トンガ代表キャップを4とする。
2025年5月17日、ジャパンラグビーリーグワン2024-25プレーオフ準々決勝の神戸S戦で、静岡ブルーレヴズ公式戦100試合出場（ヤマハ発動機ジュビロ時代を含む）を達成した。トップリーグ時代は日本選手権などを含む45試合で、リーグワンでは55試合に出場。
2025-26シーズンから、静岡ブルーレヴズのコーチにも就任し、プレイングコーチとなる。

## 受賞歴
- 2016-17 ベストフィフティーン